# Pawieł Ługowski
Pawieł Wasiljewicz Ługowski, ros. Павел Васильевич Луговский (ur. w 1897 w stanicy Kisliakowskaja w Rosji, zm. 17 grudnia 1953 w San Francisco) – rosyjski wojskowy (starszina wojskowy), emigracyjny działacz wojskowy, dowódca 1 sotni 1 kozackiego pułku kawalerii Rosyjskiego Korpusu Ochronnego podczas II wojny światowej
Ukończył gimnazjum w Jekaterynodarze, a następnie nikołajewską szkołę wojskową. Pod koniec 1917 r. przybył z Piotrogrodu w składzie plutonu junkrów nad Don, gdzie wstąpił do nowo formowanej Armii Ochotniczej. Otrzymał stopień chorążego. Brał udział w tzw. 1 Zimowym Marszu Kubańskim. Następnie służył w szeregach 1 gwardyjskiego dywizjonu kawalerii Kozaków kubańskich, dochodząc do stopnia sotnika. Został ranny; stracił prawe oko. W poł. listopada 1920 r. wraz z wojskami białych ewakuował się z Krymu na wyspę Lemnos. Zamieszkał w Królestwie SHS. Od 1936 r. był formalnie podesaułem dywizjonu lejbgwardii sotni Kozaków kubańskich i terskich. Po zajęciu Jugosławii przez wojska niemieckie w kwietniu 1941 r., wstąpił do nowo formowanego Rosyjskiego Korpusu Ochronnego. Od 11 września 1944 r. w stopniu starsziny wojskowego dowodził 1 sotnią 1 kozackiego pułku kawalerii. Po zakończeniu wojny zamieszkał w zachodnich Niemczech, skąd w 1950 r. wyemigrował do USA.